# Szelimije-dzsámi
Konyában a Szelimije dzsámit tartják az oszmán-török építészet legszebb, legnagyobb helyi képviselőjének. Építését II. Szelim oszmán szultán (1524. május 28. – 1574. december 12.) még akkor kezdte el, amikor csak trónörökös, vagy szultán-várományosként Konya kormányzója volt, s csak 1570-ben fejeződött be, amikor már a szultáni trónra ült.

## Elhelyezkedése
Konya központjából a Hükümet Caddesi egyenes folytatása a Mevlána Caddesi, amelynek a vége egy tágas, körforgalmú térbe torkollik. A tér jobb oldalán a Szelimije-dzsámi méltóságteljes, hatalmas tömege emelkedik. Előtte szép zöld park terül el.
Több alkalommal, 1685-ben, 1816-ban és 1914-ben végeztek rajt átfogó felújítást, ezért ma is teljes épségben, eredeti formájában dacol az idővel.

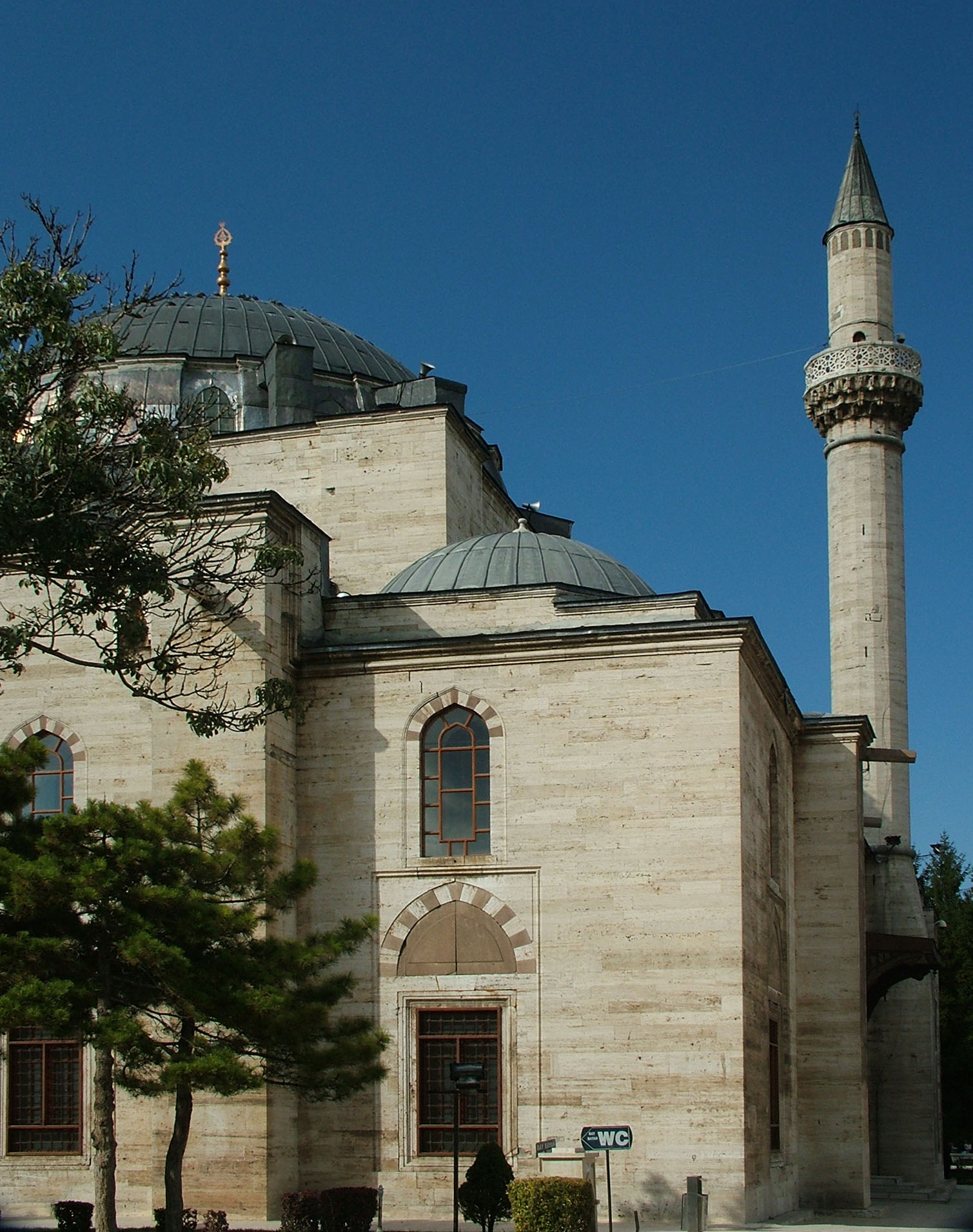
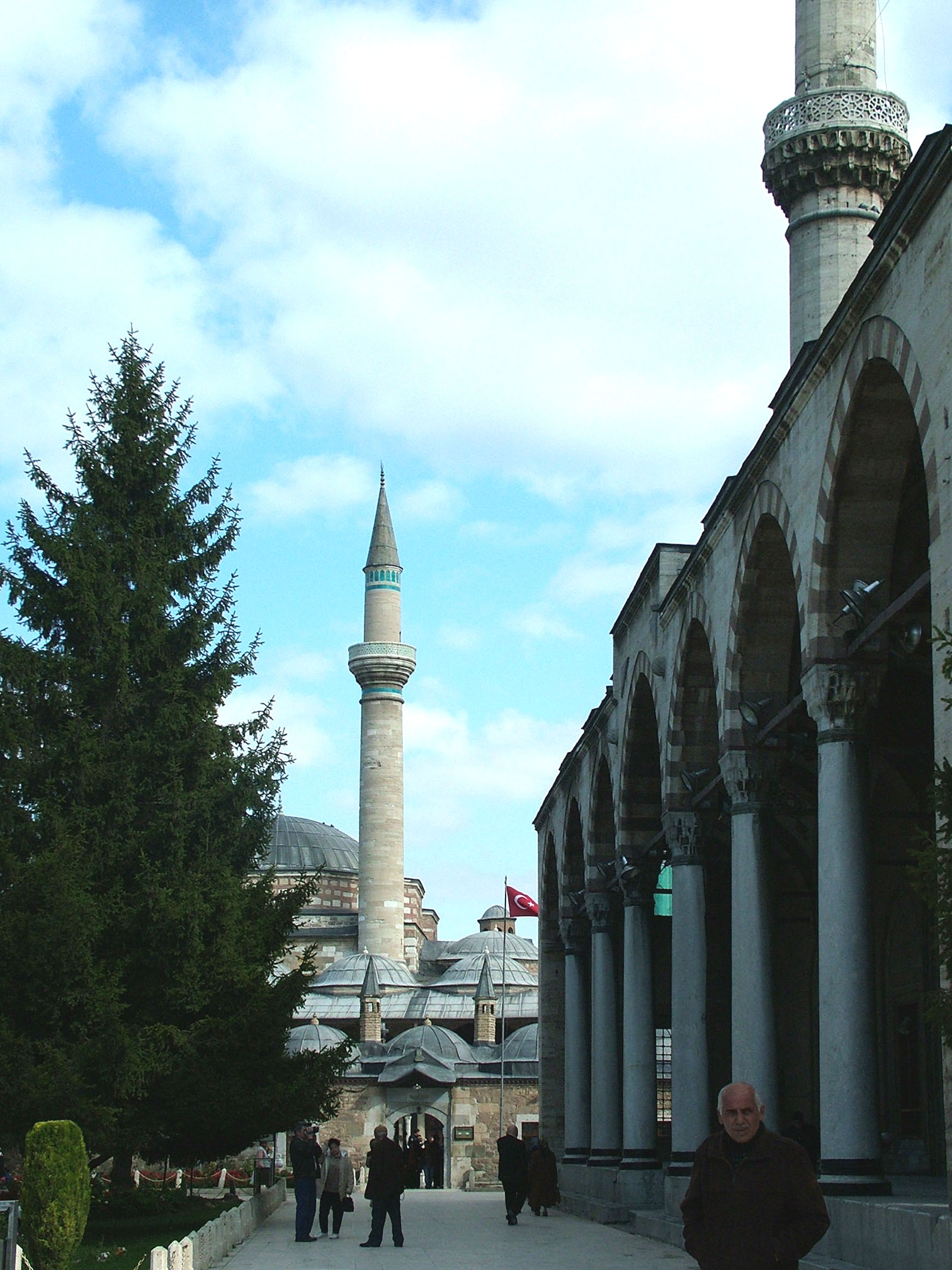
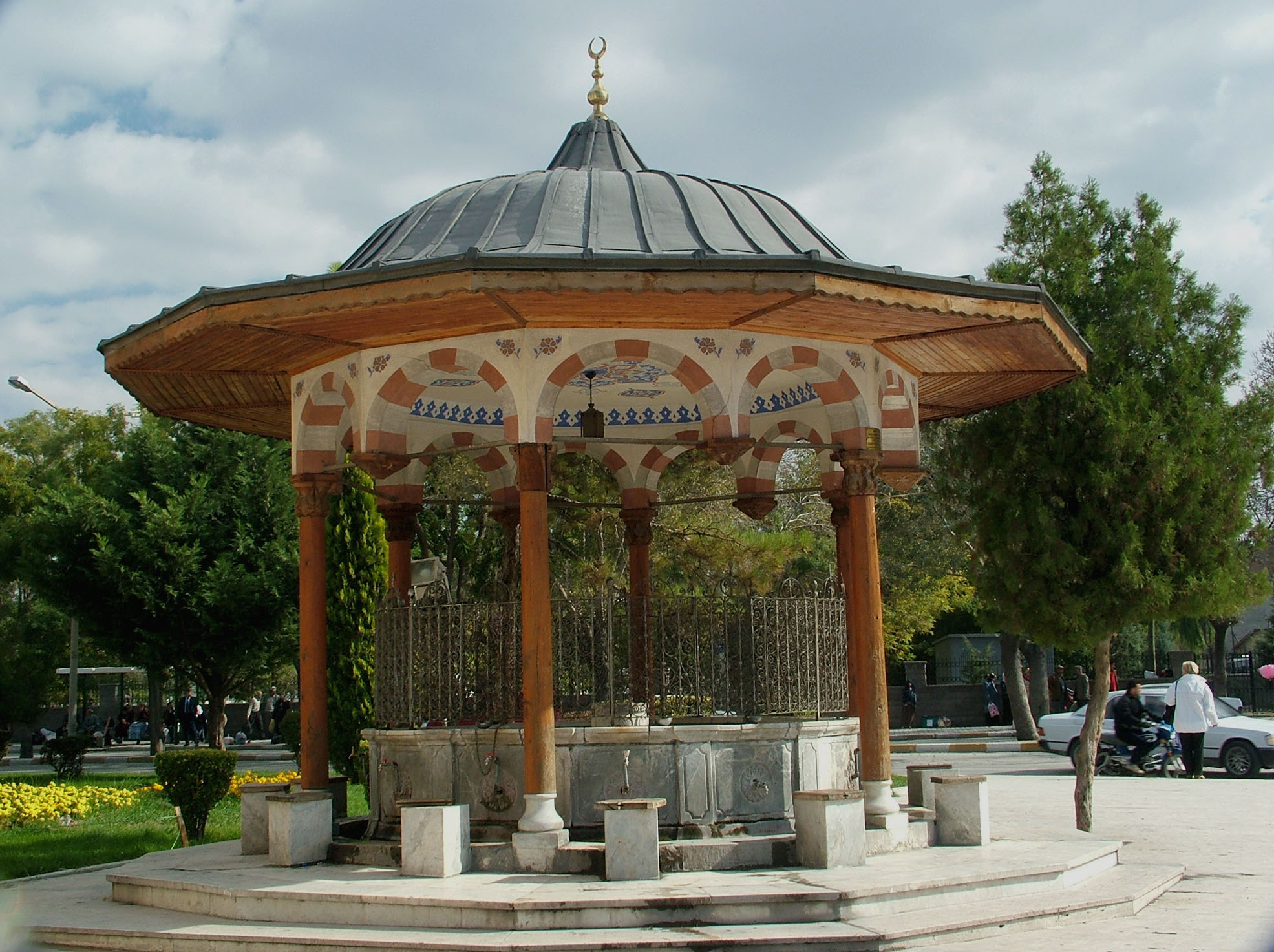
Közkút a dzsminál

## Leírása
A mecset északi, a tér felé néző homlokzata előtt oszlopos keresztfolyosó húzódik, amelynek hét kupoláját hat karcsú márványoszlop támasztja alá.
A folyosó két végén emelkedik a két karcsú, egyerkélyes minaret. A dzsámi négyzetes imaterét szögletes kupoladob, valamint széles ívek és gazdagon díszített sarokboltozati elemek közvetítésével két oldalról három-három kisebb kupola által támogatott központi kupola fedi, amelyet két hatalmas oszlop támaszt alá.
Három bejárata van: egy az oszlopos folyosóról, kettő pedig oldalról, a minaretek mellett. E két oldalsó bejárat felett a következő török nyelvű feliratok olvashatók:
- „A dzsámiban levő hivő olyan mint a vízben a hal, onnan élvezetet merít’’;
- „A dzsámiban levő képmutató olyan, mint a kalitkába zárt madár.’’

A dzsámi belsejében a szép faragású márvány imafülke és szószék érdemel említést. A dzsámi délkeleti sarkához simuló kupolás épület, falain két sor ablakkal, az 1795-ben épített Yusuf Aga-könyvtár.